# Bob Brown (piłkarz)
Bob Brown, właśc. Robert Neilson Brown (ur. 19 sierpnia 1870 w Glasgow, zm. 17 sierpnia 1943 w Farnworth) – szkocki piłkarz występujący na pozycji pomocnika.
W barwach The Wednesday, Boltonu Wanderers i Burnley rozegrał łącznie 147 spotkań i zdobył 19 bramek w Division One. Zadebiutował w tych rozgrywkach jako zawodnik The Wednesday, 3 września 1892 w wygranym 1:0 meczu z Notts County, a tydzień później, w wygranym 5:2 spotkaniu z Accrington, zdobył swoją pierwszą bramkę w Division One.
W reprezentacji Szkocji wystąpił jeden raz, 22 marca 1890 w wygranym 5:0 meczu British Home Championship z Walią.